# Międzypaństwowy Turniej Piłki Ręcznej mężczyzn 2007
Międzypaństwowy Turniej Piłki Ręcznej mężczyzn (Grundfos Cup 2007) - międzynarodowy turniej męskich reprezentacji narodowych w piłce ręcznej, rozegrany w dniach 25-27 października 2007 roku w Kaliszu, Lesznie i Poznaniu. Była to trzecia edycja organizowanego w Wielkopolsce międzynarodowego turnieju piłki ręcznej.
W turnieju udział wzięły reprezentacje narodowe z Węgier, Danii, Estonii oraz Polski. Wygrała reprezentacja Polski.

## Areny mistrzostw
| Zdjęcie | Miasto | Arena                | Pojemność |
| ------- | ------ | -------------------- | --------- |
|         | Kalisz | Kalisz Arena         | 3 164     |
|         | Leszno | Hala Sportowa Trapez | ?         |
|         | Poznań | Hala Arena           | 4 200     |

## Sędziowie
- L. Sołodko, A, Sołodko, A.Nowak, M.Małek
- S. Repkin, A. Gousko

## Wyniki

### 25 października, Kalisz
| 25 października 2007 17:00 | Dania | 29:30(11:12) | Węgry | Kalisz Arena, Kalisz |
|                            |       |              |       |                      |

| 25 października 2007 19:00 | Polska | 26:23(10:13) | Estonia | Kalisz Arena, Kalisz |
|                            |        |              |         |                      |

### 26 października, Leszno
| 25 października 2007 17:00 | Dania | 31:29(15:10) | Estonia | Hala Sportowa Trapez, Leszno |
|                            |       |              |         |                              |

| 25 października 2007 19:00 | Polska | 35:19(20:7) | Węgry | Hala Sportowa Trapez, Leszno |
|                            |        |             |       |                              |

### 27 października, Poznań
| 25 października 2007 17:00 | Węgry | 26:27(12:12) | Estonia | Hala Arena, Poznań |
|                            |       |              |         |                    |

| 25 października 2007 19:00 | Polska | 34:30(18:11) | Dania | Hala Arena, Poznań |
|                            |        |              |       |                    |

## Tabela
| Zespół  | M | Z | R | P | G + | G - | +/- | Pkt |
| ------- | - | - | - | - | --- | --- | --- | --- |
| Polska  | 3 | 3 | 0 | 0 | 95  | 72  | +23 | 6   |
| Dania   | 3 | 1 | 0 | 2 | 90  | 90  | 0   | 2   |
| Estonia | 3 | 1 | 0 | 2 | 76  | 83  | -7  | 2   |
| Węgry   | 3 | 1 | 0 | 2 | 75  | 91  | -16 | 2   |